# Soto de San Esteban
Soto de San Esteban es una localidad española del municipio de San Esteban de Gormaz, perteneciente a la provincia de Soria, en la comunidad autónoma de Castilla y León.

## Geografía
Forma parte del partido judicial de Burgo de Osma. Está a 70 km al suroeste de Soria capital, en dirección a Aranda de Duero en la carretera que conecta San Esteban con Langa de Duero en la margen izquierda del río Duero.

## Historia
Soto tiene una gran historia, no en vano, su situación estratégica junto a la línea del río Duero, la han concedido un papel fundamental en la historia de España. Prueba de su rica historia es el hecho de que en la llamada Torre de doña Urraca, según, el Poema de Mio Cid las hijas del Cid Campeador fueron cobijadas tras ser ultrajadas en el Robledal de Corpes. Actualmente, el rico y amplio término municipal de Soto forma parte del corazón del Camino del Cid.
En el censo de 1879, ordenado por el conde de Floridablanca, figuraba como villa eximida en la intendencia de Soria, con jurisdicción de señorío y bajo la autoridad del alcalde ordinario de señorío. Contaba con 175 habitantes.
A la caída del Antiguo Régimen la localidad se constituyó en municipio constitucional en la región de Castilla la Vieja que en el censo de 1842 contaba con 35 hogares y 140 vecinos.
A finales del siglo XX este municipio desaparece porque se integra en el municipio de San Esteban de Gormaz, contaba entonces con 79 hogares y 342 habitantes.

## Demografía
| Gráfica de evolución demográfica de Soto de San Esteban entre 1842 y 1960 |
| |
| Población de derecho según los censos de población del INE Población de hecho según los censos de población del INEEntre el censo de 1970 y el anterior, este municipio desaparece porque se integra en el municipio 42162 (San Esteban de Gormaz) |

En 1981 contaba con 170 habitantes, concentrados en el núcleo principal, pasando a 116 en  2010, 66 varones y 50 mujeres.
| Gráfica de evolución demográfica de Soto de San Esteban entre 2000 y 2016                        |
|                                                                                                  |
| Población de derecho (2000-2016) según los censos de población del INE a 1 de enero de cada año. |

A continuación se muestra la variación de los hogares que registraba este municipio entre 1842 y 1970, año en que desaparece porque se integra en el municipio de San Esteban de Gormaz

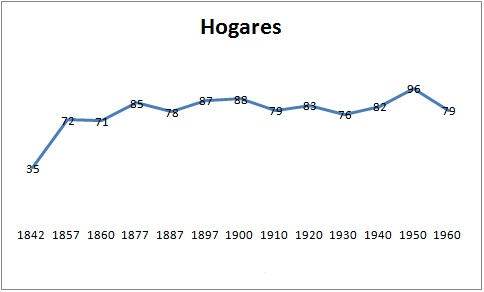
Evolución de los hogares en Soto de San Esteban

## Economía
Su fuerte economía y riqueza se basa en la agricultura de regadío. Su vega permite el cultivo de remolacha, patata, maíz, girasol, cereal, frutales y todo tipo de hortalizas.

## Las bodegas
Soto también destaca por la gran cantidad de bodegas que tiene y en las que se elabora vino de denominación de origen Ribera del Duero.

## Patrimonio
- Iglesia de San Andrés, con un gran campanario coronado por un bello nido de cigüeña.
- Ermita de la Virgen de los Rubiales, románica y con elementos góticos. Se encuentra en las cercanías del pueblo en medio de un paraje idílico y rebosante de naturaleza.
- Las Bodegas, excavadas en su día a mano albergan en suma decenas de metros de galerías subterráneas.
- La Plaza, amplia, sobria y típicamente castellana.
- La Presa, zona dentro de la amplia ribera del río Duero que simula una playa de fina arena.
- El manantial de Barruelo, que nace de forma natural desde lo alto de las montañas cercanas.
- El Soto, antiguamente lugar paradisíaco donde el roble crecía junto al olmo de forma natural.
- Camino de las Tapias, en el que todavía quedan vestigios de la antigua tradición existente en el pueblo por la que cada pareja que contraía matrimonio realizaba con sus propias manos un trozo de tapia de piedra.
- Viñasviejas,el paraíso de los que saben apreciar el mundo de la vid y el vino en general.
- La cueva de la Horca, que según la leyenda se utilizaba para ir hasta el río Duero bajo un túnel a buscar agua en tiempos de la reconquista.
- La torre de Doña Urraca, situada entre Soto y Aldea de San Esteban, donde según el Cantar del Mio Cid encontraron refugio las hijas del Cid tras ser ultrajadas.

## Hermanamientos
Soto de San Esteban se encuentra hermanado con la cercana localidad de Langa de Duero, la cual se encuentra a 11 km de Soto aguas abajo del río Duero. La buena relación existente desde siempre entre ambas localidades ha dado como fruto numerosos matrimonios entre vecinos de ambas localidades. Además, el colegio de Soto de San Esteban perteneció hasta su desaparición al C.R.A. de Langa de Duero.